# Macrosiphum epilobiellum
Macrosiphum epilobiellum är en insektsart som beskrevs av Theobald 1923. Macrosiphum epilobiellum ingår i släktet Macrosiphum, och familjen långrörsbladlöss. Arten är reproducerande i Sverige.